# إليزابيث كانينغ
إليزابيث كانينغ (الاسم بعد الزواج تريت، 17 سبتمبر 1734 - يناير 1773) هي خادمة ادعت أنها خطفت واحتجزت ضد إرادتها في مخزن تبن لما يقارب الشهر. في نهاية المطاف أصبحت محورية في واحدة من أشهر الأسرار الجنائية في القرن الثامن عشر.
اختفت في الأول من يناير عام 1753. قبل أن تعود بعدما يقارب الشهر إلى منزل والدتها في ألديرمانبوري في لندن، هزيلةً وفي حالة مؤسفة. بعدما سئلت من أصدقاء وجيران قلقين تمت مقابلتها من قبل عضو مجلس المحلي، الذي أصدر مذكرة اعتقال بحق سوساناه ويلز، المرأة التي كانت تسكن في المنزل الذي تزعم كانينغ أنها احتجزت فيه. في منزل ويلز في انفيلد واش، كانينغ  ميّزت ماري سكويرز على أنها خاطفتها،  مما أدى إلى اعتقال وايقاف ويلز وسكويرز كليهما. قاضي لندن هنري فيلدنغ أصبح معنيّاً بالقضية، أخذاً جانب كانينغ. وحصلت اعتقالات إضافية وأخذت إفادات شهود عيان، حوكمتا ويلز وسكويورز ووجدتا مذنبتين في النهاية.
مع ذلك، كرسب غاسكوين، قاضي المحاكمة والعمدة الحاكم للندن كان غير راض عن الحكم وبدأ تحقيقاته الخاصة. وتحدث مع الشهود الذين أقروا بأن سكويرز وعائلتها لم يكونوا ليختطفوا كانينغ، وقابل العديد من شهود الادعاء. بعضهم سحب شهاداته السابقة. وأمر باعتقال كانينغ، وحوكمت وجدت مذنبة بتحريف مسار العدالة مع سبق الإصرار والترصد. وتم العفو على سكويرز، وكانينغ  حكم عليها بالسجن لمدة شهر وسبع سنوات من النفي في مستعمرات الأعمال الشاقة.